# Artère coronaire droite
Pour un article plus général, voir Artère coronaire.
L'artère coronaire droite (ou anciennement l'artère coronaire postérieure) est une des deux artères coronaires vascularisant le cœur.

## Origine
L'artère coronaire droite et l'artère coronaire gauche sont les premières collatérales de l'aorte ascendante. L'artère coronaire droite nait du sinus aortique antérieur droit.

## Trajet
L'artère coronaire droite passe entre l'oreillette droite et le tronc pulmonaire avant d'atteindre le sillon coronaire. Elle chemine le long de la partie droite du sillon, puis passe d'avant en arrière le long du sillon interventriculaire postérieur et se termine avant d'atteindre la pointe du cœur en donnant l'artère interventriculaire postérieure.

## Branches

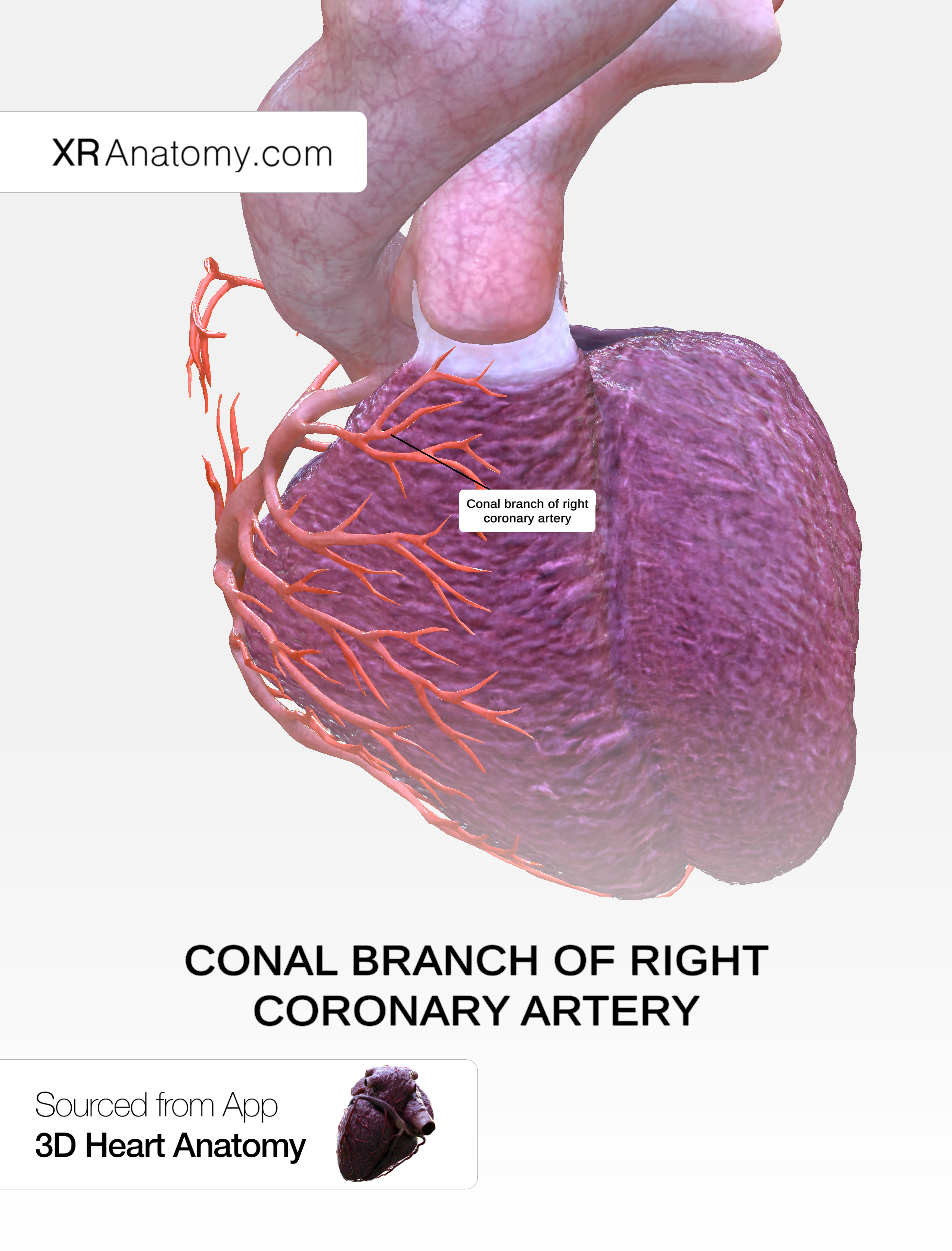
Le rameau du cône artériel de l'artère coronaire droite

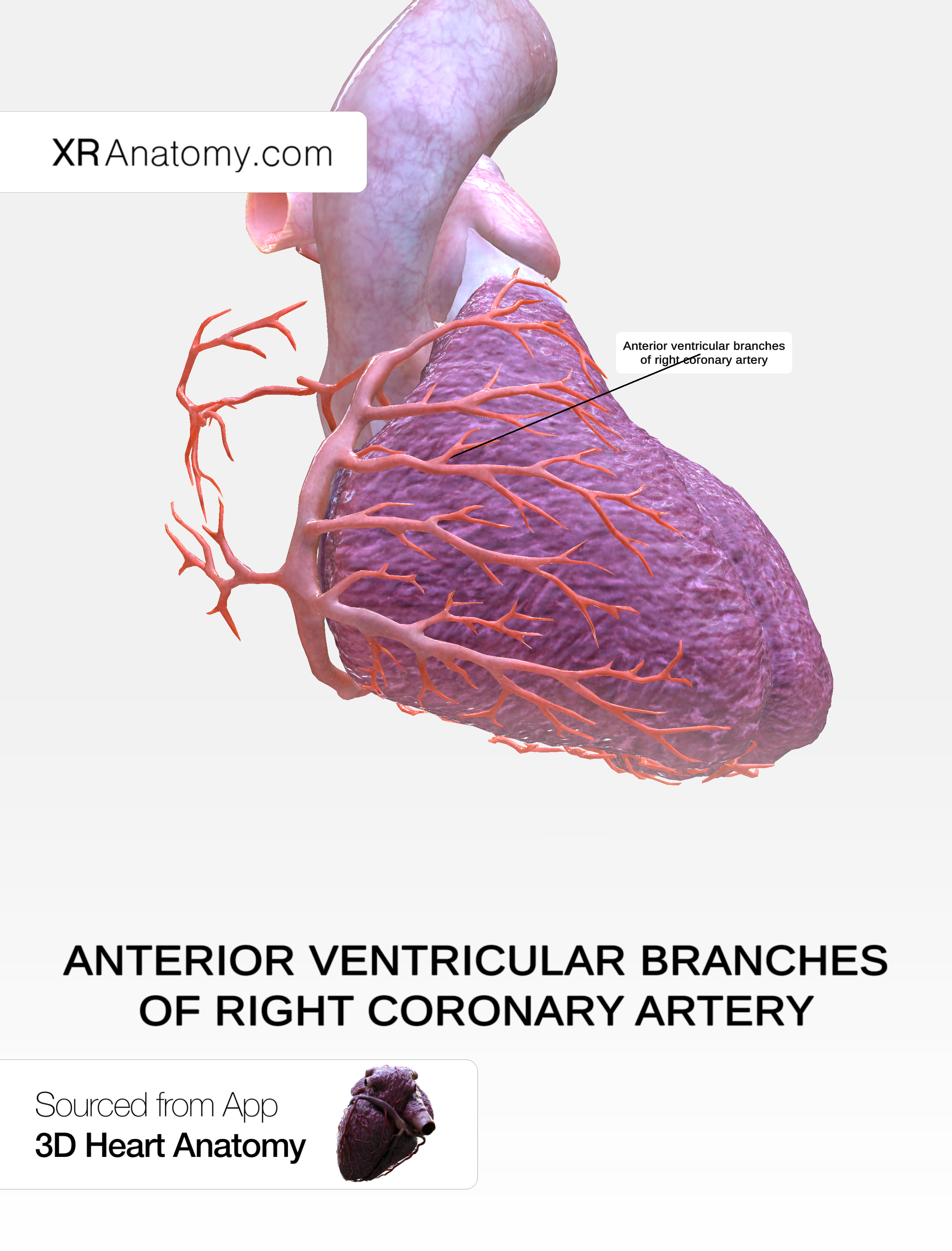
Les rameaux ventriculaires antérieurs de l'artère coronaire droite.

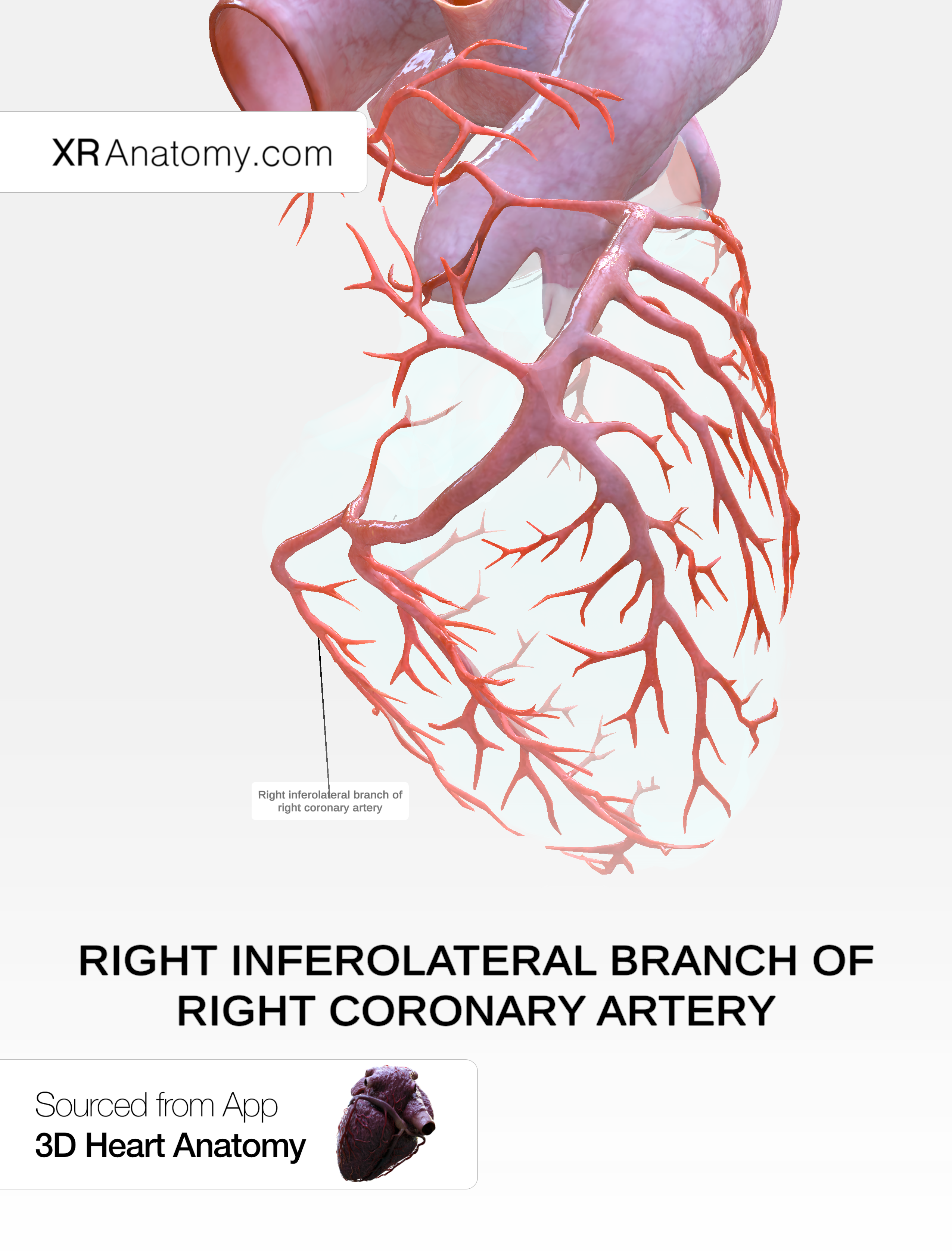
Le rameau postéro-latéral droit de l'artère coronaire droite

La première branche de l'artère coronaire droite est le rameau du cône artériel de l'artère coronaire droite (parfois nommée artère du cône artériel droit ou artère graisseuse droite de Vieussens), vascularisant une partie du cône artériel et du ventricule droit.
Puis le réseau de l'artère coronaire droite comporte trois segments.
Un premier segment horizontal et court entre son origine et un coude supérieur. Dans ce segment nait le rameau du nœud sinu-atrial.
Un deuxième segment long et vertical entre le coude supérieur et un coude inférieur qui donne naissance au rameau marginal droit.
Un troisième segment entre le coude inférieur et la bifurcation en artère interventriculaire postérieure et le rameau inférolatéral droit.
L'artère coronaire droite donne d'autres branches : les rameaux atrial et atrial intermédiaire à destination de l'oreillette droite et le rameau ventriculaire antérieur à destination du ventricule droit.

## Territoire
L'artère coronaire droite vascularise essentiellement l'oreillette droite et le ventricule droit, ainsi qu'une partie des tissus responsables du rythme cardiaque : le nœud sinusal, le nœud atrioventriculaire et le faisceau atrio-ventriculaire.

## Variations anatomiques

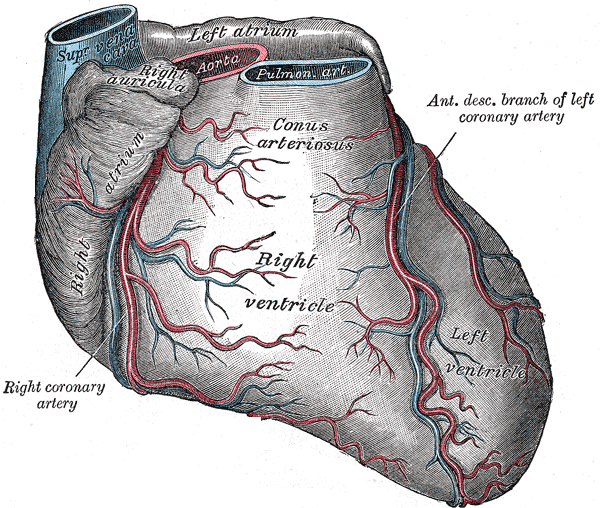
Face antérieure du cœur montrant une portion de l'artère coronaire droite.

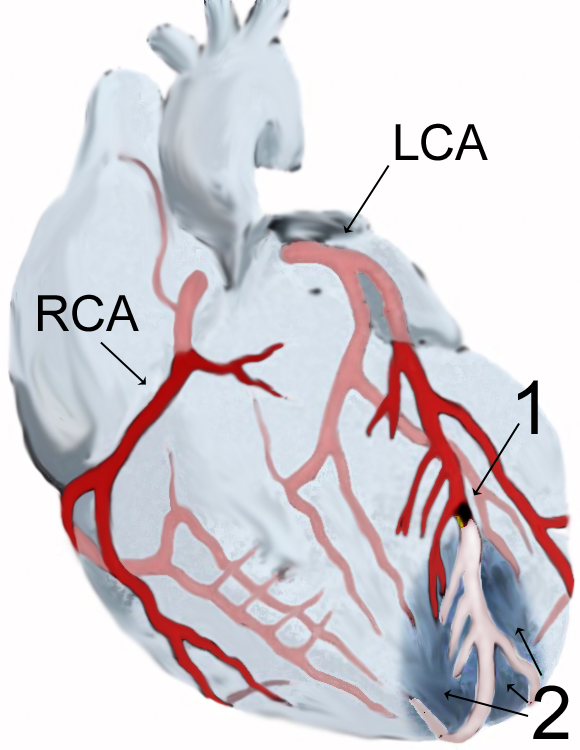
Schéma des artères coronaires (droite = RCA).

L'artère interventriculaire postérieure est issue de la coronaire droite dans 70 % des cas. On parle alors de « réseau droit dominant ». Dans les autres cas, elle est issue de l'artère coronaire gauche dans 10 % des cas, et des deux réseaux dans 20 % des cas.

## Aspect clinique
L'artère coronaire droite étant une artère terminale, en cas d'occlusion, un infarctus du myocarde peut survenir. Elle peut être explorée avec plusieurs examens comme la coronarographie.